# Sirr
Sirr oder Sur (wörtlich: „mysteriös“) beschreibt im jesidischen Schöpfungsmythos eine göttliche Essenz, aus der die sieben Erzengel erschaffen wurden. Diese reine göttliche Essenz besitzt seine eigene Persönlichkeit und einen eigenen Willen und wird auch Sura Xudê (das Sur Gottes) genannt.

## Diagramm
Folgendes Diagramm zeigt das Konzept von Sur.
Gott: gab das Sur den Engeln.

Engel: gaben das Sur Adam.

Adam: gab das Sur Shehid bin Jarr.

Shehid bin Jarr: gab das Sur den Jesiden.
Die Jesiden werden auch Miletê Surê (das Volk des Sur) genannt.
Demzufolge stammen die Jesiden allein von Adam ab und die restliche Menschheit (die als 72 Nationen bezeichnet werden) von Adam und Eva.